# Вехова, Марианна Базильевна
Мариа́нна (Мари́на) Бази́льевна Ве́хова (урожд. Машбиц, 5 июня 1937, Москва — 16 февраля 2013) — детская писательница, сценарист мультфильмов и радиопередач для детей, мемуарист. Член Союза писателей Москвы.

## Краткая история семьи и биография

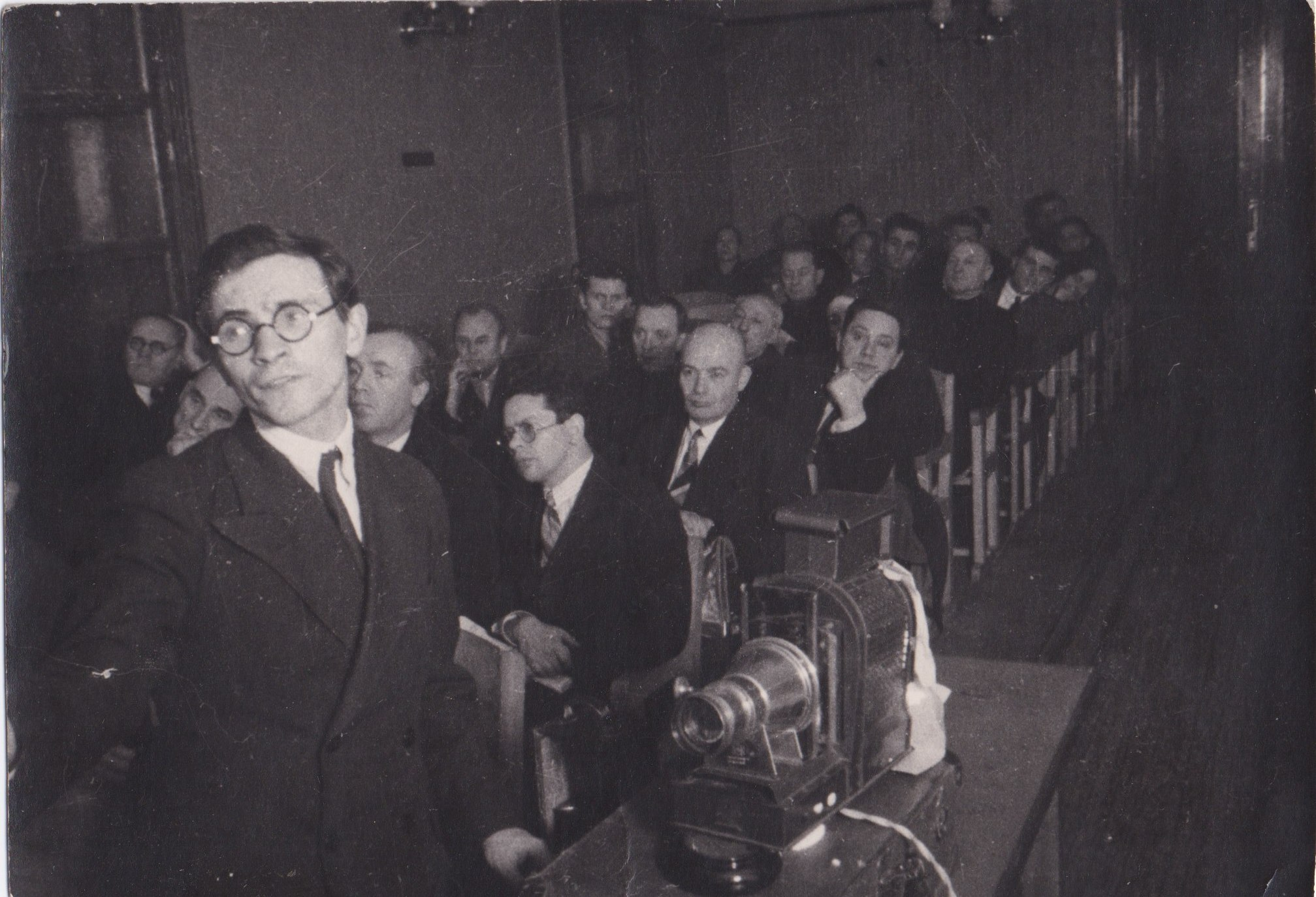
Базиль Машбиц, отец Марианны

Марианна Базильевна Вехова родилась в Москве 5 июня 1937 года в семье астронома, сотрудника Московского планетария Базиля Марковича Машбица и студентки ГАИШ Тамары Альфредовны Гербст. Её родители познакомились во время одной из метеорных экспедиций.
Базиль Машбиц родился в 1908 году в еврейской семье, с детства хотел заниматься астрономией. В 1931 году окончил МГУ. Тамара Гербст родилась в 1914 году. Её мать, Евгения Кузьминична Гербст (в девичестве — Вехова), происходила из старообрядческой семьи купцов первой гильдии, а отец Тамары был из русских немцев. В 1918 году Евгению, её мужа и их дочь Тамару интернировали в Германию. После смерти мужа Евгения вместе с дочкой вернулась на родину и окончила бухгалтерские курсы. В 1935 году Евгения Гербст была репрессирована и отправлена на 5 лет лагерей на основании приговора от 1 апреля.
В 1937 году, репрессии коснулись и её дочери Тамары. В то время она училась на третьем курсе астрономического отделения физического факультета Московского университета. 15 июня, через 10 дней после рождения дочери Марианны, Тамара получила предписание о высылке в Омскую область в город Тару на основании осуждения её матери. А 30 июня было получено новое предписание о высылке с дочерью на том же основании. Базиль Машбиц отправился в ссылку вместе со своей семьей. Через месяц, в конце августа, двадцатитрёхлетняя Тамара покончила с собой. Отец вместе с Марианной вернулся в Москву. Он преподавал физику, математику и астрономию в школе, вёл лекции в планетарии. Заниматься научной работой в ГАИШ он не мог, так как уехал в ссылку вслед за женой, и считалось, что этим скомпрометировал себя. Погиб в 1942 году в боях под Ржевом.

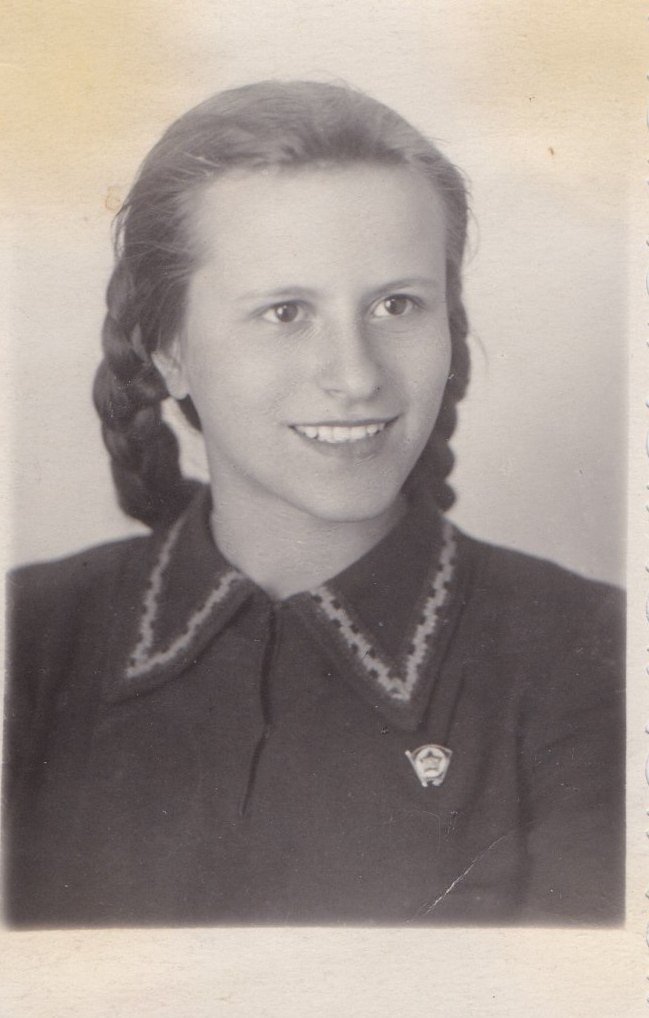
Марианна Вехова в юности

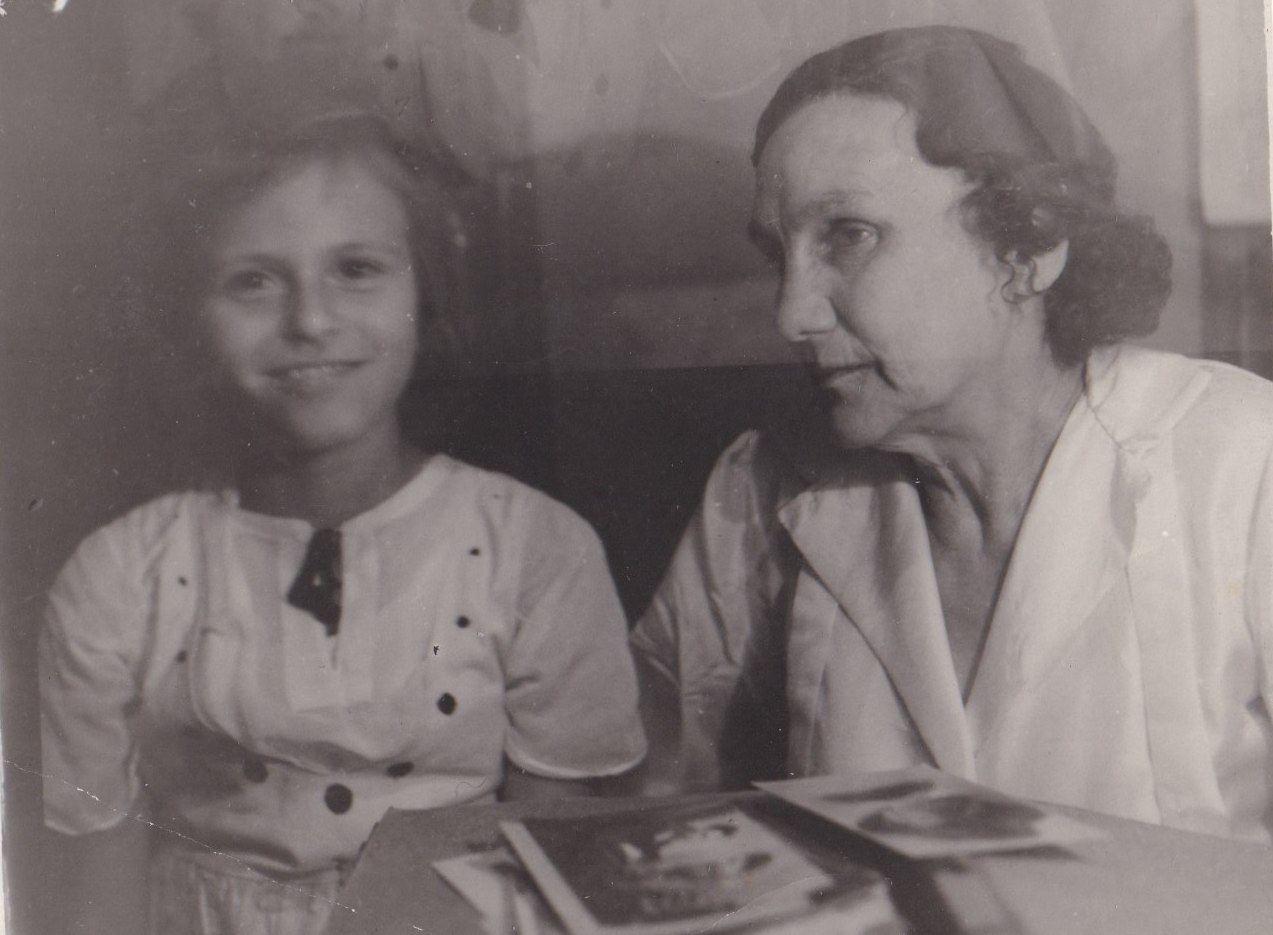
Марианна с бабушкой, Евгенией Кузьминичной

В 1941 году Марианна была эвакуирована из Москвы в Сибирь, там заболела костным туберкулёзом. В 1942 году девочку нашла тётя Лия Марковна Машбиц и поместила её в костнотуберкулёзный санаторий. В 1944 году Марианна Вехова вернулась из эвакуации в Москву и жила в семье своей бабушки Брайны Машбиц, в период с 1944 по 1947 год пребывала в детском костнотуберкулёзном санатории на станции Яуза. В апреле 1947 года к ней нелегально приехала бабушка Евгения Кузьминична Гербст забрала внучку к себе. Жили они в посёлке Крутая под Ухтой, где Евгения Кузьминична работала вольнонаёмной. В 1948 году Марианна вместе с бабушкой вернулись из Архангельска в Москву.
В 1953 году Марианна получила паспорт на девичью фамилию бабушки — Вехова.
В 1955—1957 годах Марианна Вехова училась в Водненской школе. Одним из её одноклассников был будущий 1-й губернатор Свердловской области Эдуард Россель. Школьницей Марианна посещала занятия литературно-творческого объединения в Ухте
В 1957 году умерла её бабушка Евгения Кузьминична. В 1958—1963 годах Марианна училась на факультете журналистики МГУ, по окончании которого с 1964 по 1969 год работала редактором в издательстве детской литературы «Малыш». В 1970 году окончила Высшие сценарные курсы.
Марианна Вехова стала автором 15 книг для детей, также занималась написанием сценариев мультфильмов и радиопередач.
В 1973 году Марианна Вехова жила в Щипковском переулке, неподалеку от Большой Серпуховской улицы.
Произведения Марианны Веховой были переведены в 1976 году на чешский и в 1982 году на японский языки.
В 1996 году Марианна Вехова стала членом Союза писателей Москвы.
Умерла 16 февраля 2013 года.

## Встреча с Александром Менем и «Бумажные маки»

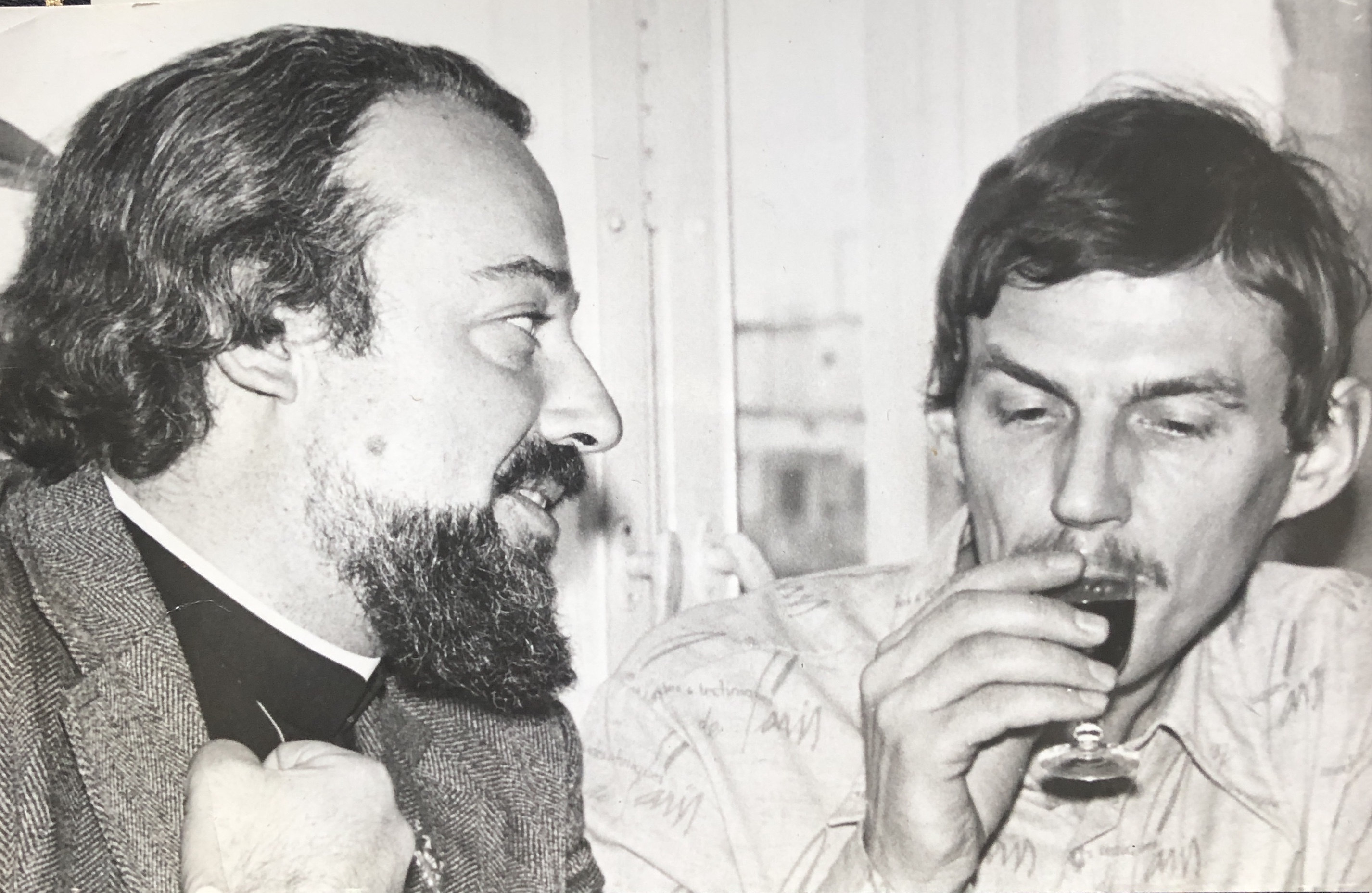
Отец Александр Мень и Михаил Сергеев, муж Марианны Веховой. Из семейного архива, 1978

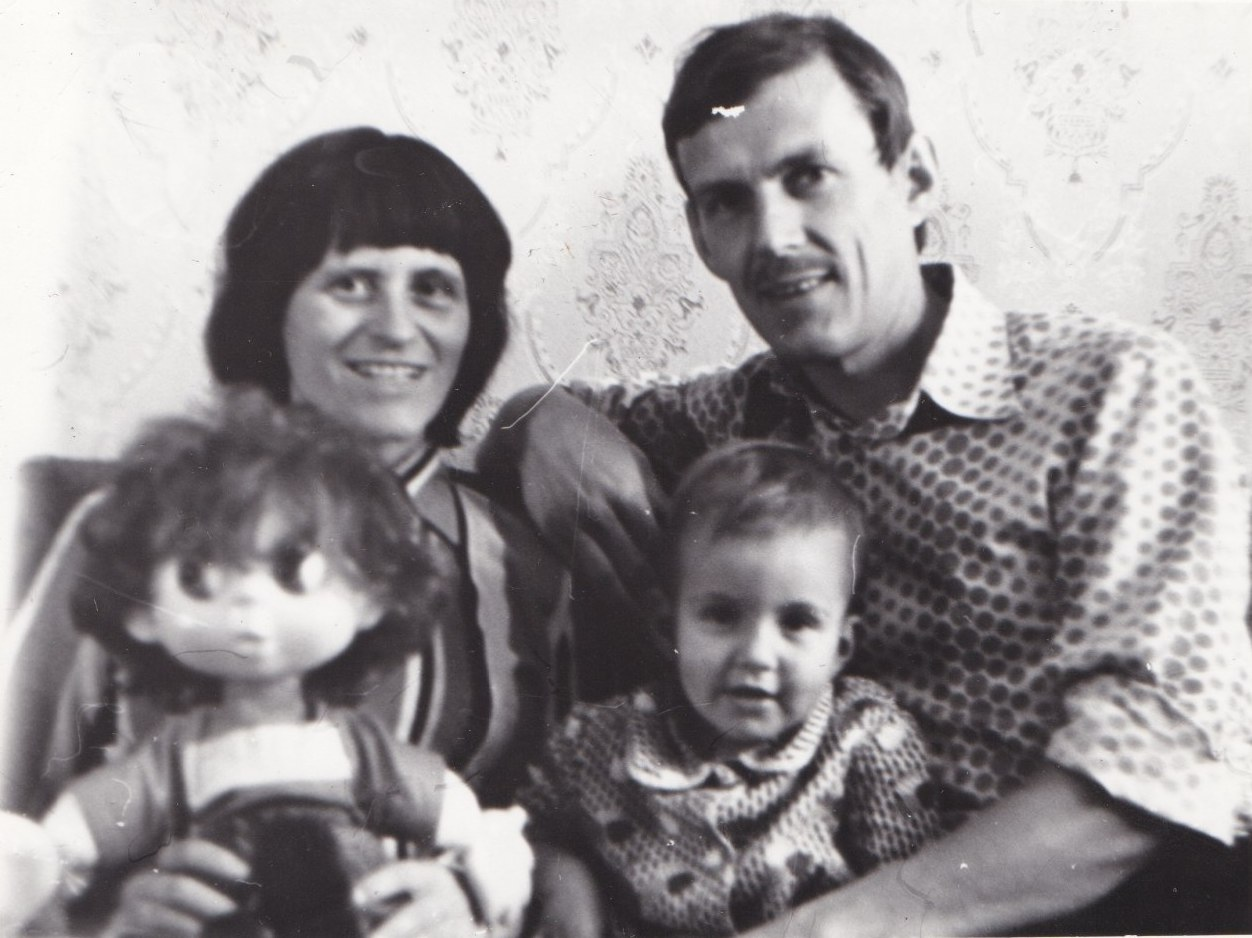
Марианна Вехова с мужем Михаилом и дочкой Тамарой, 1981

Обучаясь на сценарных курсах, Марианна Вехова, по собственным воспоминаниям, впервые увидела священника и богослова о. Александра Меня в документально-игровом фильме «Любить…» Михаила Калика. Несколько позже, находясь в косто-туберкулёзном диспансере, она всерьёз задумалась о вере. В 1971 году Марианна Вехова пришла к православию. В дальнейшем она познакомилась с о. Александром Менем и его семьёй, преподавала в воскресной школе. Мень стал её духовником, и с 1973 года до момента гибели о. Александра их связывала тесная дружба.

Семнадцать лет моей жизни было связано с ним! Он познакомил меня с моим мужем, обвенчал, он крестил ребёнка, освятил мой дом, служил панихиды по моим родственникам, он меня соборовал, когда я болела, он вникал в мои работы, редактировал, благословлял, приезжал в гости, принимал у себя дома, разрешал сомнения, исповедовал, поддерживал, давал деньги взаймы и не принимал долг, он меня причащал…
— Марианна Вехова
Написав по благословению о. Александра свою главную книгу, автобиографическую повесть «Бумажные маки», Марианна Базильевна отнесла ему рукопись, а о. Александр, по её словам, папку потерял:

Как виновато он на меня смотрел, как просил простить его!
Я сказала, чтобы он не переживал, у меня сохранились черновики, я всё восстановлю… Принесла отцу новый вариант и сказала, что рада, что он не читал потерянную рукопись, что утрата её была — ко благу. Он прочёл «Бумажные маки» и так «отрецензировал»: «Ну, Марианна! Да, Марианна!»… С ударением сказал, с чувством. Я не успела… ответить, да и не знала, что отвечать. И он умчался.
— Марианна Вехова
Повесть «Бумажные маки» была напечатана в журнале «Континент» (1997, № 90) и с некоторыми изменениями вскоре вышла отдельной книгой в издательстве «Путь» (1999). Свою книгу автор посвятила трагически погибшим родителям, в ней она пытается осознать то, что с ними произошло.
В журнале «Новый мир» № 5 (901) за май 2000 года была опубликована рецензия Григория Померанца на книгу Марианны Веховой «Бумажные маки. Повесть о детстве».

Секрет обаяния книги — в упорном поиске… волшебного смысла собственной жизни, всякой жизни — и смысла, не найденного в жизни отцом, которого Вехова смутно помнила, и матерью, совсем не запечатлевшейся в младенческом сознании.
— Григорий Померанц
Филолог Наталья Граматчикова в статье «Утрачены и придуманы: места и вещи семейной истории» анализирует повесть Марианны Веховой «Бумажные маки», наряду с мемуарной христианской прозой поэтессы Натальи Ануфриевой «История одной души».

Письма матери, книги отца по астрономии и его очки с толстыми линзами — вот те «магические кристаллы», сквозь которые Марианна Вехова пытается разглядеть и воссоздать их облик.
— Н. Б. Граматчикова

## Книги
- Мои стихи. Сыктывкар, 1965 год
- Марианна Вехова. Сверчок. Стихи. Для дошкольного возраста. — М.: Детская литература, 1967. — 16 с.
- Марианна Вехова. Ваня и медведь. Рассказ. Для дошкольного возраста. — М.: Детская литература, 1969. — 47 с.
- Марианна Вехова. Волчок. Повесть Для дошкольного возраста. — М.: Детская литература, 1973. — 40 с.
- Марианна Вехова. Хороший ежик. Сказки. Для детей. — М.: Малыш, 1973. — 15 с.
- Марианна Вехова. Карасик. Рассказы. Для дошкольного возраста. — М.: Детская литература, 1976. — 16 с.
- Марианна Вехова. Говорящая птица Воронок. Рассказ. Для страшего дошкольного возраста. — М.: Детская литература, 1979. — 48 с.
- Марианна Вехова. Игнашка. Рассказы. Для дошкольного возраста. — М.: Детская литература, 1980. — 24 с.
- Марианна Вехова. Матрешки. Стихи. Для дошкольного возраста. — М.: Малыш, 1980. — 16 с.
- Марианна Вехова. Белая трава. Фильм-сказка. Для детей. — М.: Всесоюзное творческо-производственное объединение «Киноцентр», 1990. — 19 с.
  - Марианна Вехова. Белая трава. Фильм-сказка (по одноименному мультипликационному фильму). Для детей. — СПб.: Лимбус-пресс, 1995. — 18 с.
- Марианна Вехова. Ежик. Сказка. Для семейного чтения. — М.: Яблоко, 1998. — 10 с. — ISBN 5-7067-0431-7.
  - Марианна Вехова. Ежик. — М., 2002. — 10 с. — ISBN 5-224-03734-4.
  - Марианна Вехова. Ежик. — М., 2002. — 12 с. — ISBN 5-94850-051-9.

## Диафильмы
- 1981 — Цып, друг Полкана (художник-постановщик С. Феофанов)
- 1978 — Смешинка № 24 (составитель М. Вехова)
- 1978 — Как лиса обманула барсука (художник-постановщик Т. Игнатьева)
- 1975 — Путешествие с фонариком (художник-постановщик В. Дегтерёв)
- 1973 — Поросенок-путешественник (художник А. Курицын)
- 1972 — Как Мяука себе друга искал (художник-постановщик А. Курицын)[7]

## Сценарии мультфильмов
- 1987 — Белая трава
- 1984 — Ночной цветок
- 1979 — С кого брать пример

## Семья
- Кузьма Иванович Вехов (ум. ок. 1902) — прадед, саратовский купец первой гильдии[8].
  - Николай Кузьмич Вехов (1887—1956) — брат бабушки. Селекционер-дендролог, доктор сельскохозяйственных наук, профессор, руководитель Липецкой опытно-селекционной станцией[9].
- Базиль Маркович Машбиц (1908—1942) — отец. Астроном, зав. отделом метеоров Московского отделения Всесоюзного астрономо-геодезического общества (ВАГО).
- Лия Марковна Машбиц (1897—1975) — тётя, сестра отца.
- Иосиф Маркович Машбиц-Веров (1900—1989) — дядя, брат отца. Литературовед, литературный критик, доктор филологических наук.
- Муж — Михаил Сергеев[10].
  - Дочь — Тамара Михайловна Вехова (род. 1979) — искусствовед, художественный критик, галерист, куратор.